# Chrysippos
Chrysippos je drama Ivana Mraka iz leta 1976.

## Objava
Ivan Mrak, Igre sveta. Izbral, uredil in spremno besedo napisal Josip Vidmar. Ljubljana: Mladinska knjiga, 1977 (Nova slovenska knjiga). Vsebina: Chrysippos; Herodes Magnus; Proces: Trilogija; Marija Tudor; Heinrich von Kleist. (COBISS)

## Osebe
- Glasnik
- Laj, tebanski kralj
- Ojdip, njegov sin
- Pastir
- Stražarja

## Vsebina
Glasnik pove ozadje dramskega dogajanja: kralj Pelops, prepričan, da mu je Laj umoril sina Chrysippa, prekolne tebanskega kralja, da ga bo lastni sin ubil in se poročil z nejovo ženo, svojo materjo. Da bi se izognil tej strahoti, ja dal Laj sina Ojdipa takoj po rojstvu izpostaviti, toda črvič se je pastirju zasmilil, odnesel ga je na korintski dvor, kjer so otroka vzgojili za svojega. Dvajset let za tem je Ojdip slišal neke govorice o prerokbi in se napotil v Delfe, da bi od preročišča izvedel resnico. V Delfih so mu prerokbo potrdili kot voljo bogov.
Od obupa in groze pretreseni Ojdip sklene zapustiti dom in vso preteklost, celo obleko zavrže, da ne bi bil več on. Na poti se sreča z Laj, ta pa v njem ugleda Chrysipposa, svojega nekdanjega ljubljenega eromna, za katerega so ga krivično obtožili, da ga je ubil. Prepričan je, da se je mladenič vrnil iz Hada dokazat njegovo nedolžnost, ker med njima še gori nekdanja vroča ljubezen. Ojdip ne razume niti besede, ko Laj sili vanj, ga spominja na preteklost, zahteva, naj ga opraviči in tako prekine grozo Pelopsove kletve. V ozadju pa se razkriva prava krivda, zločin nad rodnim sinom, za katerega Laja preganjajo Erinije, ga sovraži žena in se je sam odtujil vsemu. V svoji želji po (od)rešitvi postaja Laj zmeraj bolj silovit in nasilen, Ojdipovo nerazumevanje ima za izdajo, laž in hinavstvo, dokler nima Ojdip teh "blodenj" dovolj, starca in njegova služabnika pokonča in odide svojo pot. Laj se tik pred smrtjo zjasni, da ga je umoril lastni sin in s tem nevede izpolnil polovico prerokbe; v obupu prekolne bogove in Erosa, ki ga je zaslepil s Chrysippovo podobo, nato umre. Mrliča najde stari pastir, ki je bil rešil malega Ojdipa, prepozna svojega kralja. Je ta poboj kazen za neuresničeni greh? Je Olimp gluh in slep? Kdo bi bil božjim sklepom kos? V kraljevo čast bo zapel in zajokal, o ja ja ... a - a - a ...

## Ocene in analize
- Veno Taufer: Ivan Mrak: Chrysippos: Gledališče Rimska cesta. Naši razgledi 37/3 (12. 2. 1988). 79.
- Taras Kermauner: Vračanje mita v sodobni slovenski dramatiki.  Ljubljana: Partizanska knjiga, 1988 (Znanstveni tisk). (COBISS)
- Taras Kermauner: Drama (maša?) Ivana Mraka: Mrakova dramatika. Spremna beseda Peter Kovačič Peršin. Ljubljana: 2000 - dvatisoč, 2007 (Rekonstrukcija in/ali reinterpretacija slovenske dramatike). (COBISS)